# 林尚武
林尚武（英語：Lam Sheung Mo，1950年10月28日—），香港男演员，1970年代末中期加入香港話劇界，1989年加入無綫電視，曾演出電影及電視劇集，現退居幕後，多參與義務工作。

## 背景
林尚武成長於越南堤岸市，有2名親妹，畢業於市內的南菁幼稚園，繼而入讀啟智英文高級中學，為該校第九屆畢業生。隨後到香港等待台灣大學的僑生放榜。當時台灣退出聯合國，父母不肯支持兒子離開香港祖居(抗日戰爭時期林氏爺爺在香港經營雜貨店)赴台升學。林氏遂自行找工作賺取學費準備赴台之際，受鼻咽癌折磨之母親托人傳來囑咐，表示母親病危臨終心願要求他留在香港。林氏遵照母親意願，留港繼續升讀大專。豈料在浸會學院入學試前夕，收到母親在南越離世消息。
林尚武本來在浸會學院原讀中文系，大一時更擔任班代表，但在大二時，在中文系內投契的同學全部轉到其他系別，意興闌珊之餘，以四優（4A）成績轉系至傳理系廣播電視製作組（1978年畢業），於1978年畢業後加入香港話劇團。1990年初獲藝術家聯盟頒發1989年度「香港藝術家年獎」舞台組最佳演員獎，之後加入了無綫電視，參與不同劇集。
1994年患上鼻咽癌，康復後從幕前退居幕後，擔當節目編劇、編審、演藝教育、舞台監督等工作。1996年由藝員轉任藝員科藝員調配組，不足一年即離職。1997年至2004年其間，重返香港話劇團，從事教育及拓展部的工作。2004年初，林尚武因為感冒菌入耳，導致右耳失聰，因健康原因不再留在話劇團服務。離團翌日隨即擔任家燕媽媽藝術中心暑期創藝班課程統籌總監至年底學員結業演出為止。2005年其間，香港演藝人協會演藝課程導師。。2006年成立「如林服務社」承包廉署屬下社區關係部門委約之全港中學巡迴演出《廉價心魔》至2009年，期間亦為馮漢柱資優教育中心設計編劇及迷你音樂劇創作課程並親自執教。2009年10月，突然患上嚴重偏頭痛無法集中精神營運劇團，「如林服務社」自此解散。經歷長達十個月近乎自閉的全聾、口不能言苦況後，又逐漸恢復了健康，繼續以自由身擔萬里機構外發編輯。並以義工形式擔任開心頻道全台文稿義務編審兩年。
2013年，由開心頻道台長卓慧敏推薦競逐再生會於該年度舉辦之「十大再生勇士」獎項，獲頒發「傑出生命」獎。

## 作品

### 電視劇（香港電台）
| 年份   | 劇名                           | 角色   |
| 1979年 | 獅子山下 － 蠔劫               |        |
| 1981年 | 天涯路 － 高棉客               |        |
| 1983年 | 香港香港 － 魚在水中游之食人䱽 | 丁老師 |
| 1985年 | 獅子山下 － 救救孩子           |        |
| 1993年 | 裁決 － 六君子                 |        |
| 2000年 | 法門2000 － 裁決               | 張官   |
| 2000年 | 寫意空間 － 父親-伍淑賢        | 繆先生 |

### 電視劇（無綫電視）
| 年份   | 劇名                   | 角色                         |
| 1990年 | 燃燒歲月               | 蒲公公                       |
| 1990年 | 零點出擊               | 盧主控官                     |
| 1990年 | 殺機（電視電影）       | 郭世傑                       |
| 1990年 | 月兒彎彎照九州         | 攝影師光叔                   |
| 1990年 | 人在邊緣               | 韋律師                       |
| 1990年 | 夢斷江湖（電視電影）   | 宋警司                       |
| 1990年 | 朝陽                   | 葉家明                       |
| 1990年 | 同居三人組             | 萬國定                       |
| 1991年 | 不婚媽咪               | 龍創天                       |
| 1991年 | 血璽金刀               | 江 騰                        |
| 1991年 | 藍色風暴               | 阮文生（袁世添）             |
| 1991年 | 蜀山奇俠之仙侶奇緣     | 無塵真人                     |
| 1991年 | 我愛玫瑰園             | 爛賭二                       |
| 1991年 | 橫財三千萬             | 龔少東                       |
| 1991年 | 閉門一家千             | 凌德輝                       |
| 1992年 | 水滸英雄傳             | 晃蓋                         |
| 1992年 | 共飲長江水（電視電影） | 徐傑人                       |
| 1992年 | 風之刀                 | 姚康節                       |
| 1992年 | 壹號皇庭               | 小巴司機陳志超               |
| 1992年 | 中神通王重陽           | 玄生                         |
| 1992年 | 九反威龍               | 馮英九                       |
| 1993年 | 孤星劍                 | 公孫靜雲                     |
| 1993年 | 拳聖（電視電影）       | 林國忠                       |
| 1993年 | 怒火羔羊               | 檢察官                       |
| 1993年 | 精靈酒店               | 佘永勝                       |
| 1993年 | Cat Walk俏佳人         | 琪父                         |
| 1993年 | 開心華之里             | 張兆風（大財主）（55﹑56集） |
| 1993年 | 南帝北丐               | 錢鶴星                       |
| 1993年 | 超能幹探SuperCop       | 馮英九                       |
| 1993年 | 武尊少林               | 康熙                         |
| 1993年 | 愛有明天之望子成龍     | 馮善泓                       |
| 1993年 | 壹號皇庭II             | 盧主控                       |
| 1993年 | 千歲情人               | 司徒方（魔術師）             |
| 1993年 | 黃浦傾情               | 沈桐                         |
| 1993年 | 偷心大少               |                              |
| 1994年 | 異度凶情               | 羅祥                         |
| 1994年 | 射鵰英雄傳             | 丘處機                       |
| 1994年 | 壹號皇庭III            | 鮑思全                       |
| 1994年 | 新重案傳真             | 田文俊（色魔）               |
| 1994年 | 恨鎖金瓶               | 陳文昭（清河縣縣令）         |
| 1994年 | 再見亦是老婆           | 周老闆                       |
| 1994年 | 天子屠龍               | 朱慈煥（朱三太子）           |
| 1994年 | 驚心都市               | 私家偵探招家志（第7集）      |
| 1995年 | 前世冤家               | 楊國忠                       |
| 1995年 | 白髮魔女傳             | 熊廷弼                       |
| 1995年 | 尋龍劍俠賴布衣         | 完顏阿骨打                   |
| 1996年 | 孽吻                   | 郭祥興                       |

### 電影
| 年份   | 劇名             | 角色   |
| 1991年 | 海狼             |        |
| 1993年 | 天長地久         |        |
| 1994年 | 重案實錄Ｏ記     |        |
| 1996年 | 港督最後一個保鏢 | 李豬明 |
| 1998年 | 全職大盜         |        |
| 2000年 | 偷吻             |        |
| 2001年 | 不死心靈         | 高醫生 |
| 2002年 | 異度空間         | 方教授 |
| 2002年 | 夕陽天使         | 黎繼祖 |

### 話劇

#### 1996年12月20日
- 聖僧鳩摩羅什 饰 無名老僧

#### 2016年
- 羅生門 任 舞台監督

## 外部連結
- 林尚武在香港影庫上的簡介